# Ofensiva de Nivelle
La Ofensiva de Nivelle (conocida también en la francofonía como Batalla del Camino de las Damas) fue una operación franco-británica en el frente occidental en la Primera Guerra Mundial. La parte francesa de la ofensiva tenía la intención de ser estratégicamente decisiva al romper las defensas alemanas en el frente de Aisne en 48 horas, y se esperaba que las víctimas fueran alrededor de 10 000 hombres. El III ejército francés en St. Quentin y los ejércitos británico I, III y V en Arras debían realizar un ataque preliminar para capturar terreno elevado y desviar las reservas alemanas de los frentes franceses en Aisne y la Champaña. La ofensiva principal debía ser lanzada por los franceses en la cordillera del Camino de las Damas (la segunda batalla de Aisne, la bataille du Chemin des Dames, seconde bataille de l'Aisne y Doppelschlacht Aisne-Champagne), con un ataque subsidiario por parte del IV Ejército (tercera batalla de Champaña, batalla de las Colinas, batalla de las Colinas de Champaña). La etapa final de la ofensiva era conseguir la reunión de los ejércitos británico y francés, habiendo traspasado las líneas alemanas, y luego la persecución de los ejércitos alemanes derrotados hacia la frontera alemana.
Los ataques franco-británicos fueron tácticamente exitosos; el IIIr Ejército francés de Groupe d'armées du Nord (GAN, Grupo del Ejército del Norte) se apoderó de las defensas alemanas al oeste de la línea Hindenburg (Siegfriedstellung) cerca de St. Quentin del 1 al 4 de abril, antes de que se rechazaran más ataques. El III y I ejército británico lograron el avance más profundo desde que había comenzado la guerra de trincheras, a lo largo del río Scarpe en la batalla de Arrás, que causó muchas pérdidas a los alemanes, atrajo reservas y capturó Vimy hacia el norte. La principal ofensiva francesa en el Aisne empezó el 16 de abril y también logró un éxito táctico considerable, pero el intento de forzar una batalla estratégicamente decisiva contra los alemanes fue un fracaso costoso y para el 25 de abril la ofensiva principal había sido suspendida.
El fracaso de la estrategia de Nivelle y la gran cantidad de bajas francesas llevaron a motines y la destitución de Robert Nivelle, su reemplazo por el mariscal Pétain y la adopción de una estrategia defensiva por parte de los franceses, mientras sus ejércitos se recuperaban y eran rearmados. La lucha conocida como la Batalla de los Observatorios continuó para la ventaja local durante todo el verano en Chemin des Dames y a lo largo de las alturas de Moronvilliers al este de Reims. A finales de octubre, los franceses llevaron a cabo la batalla de La Malmaison (23-27 de octubre), un ataque de objetivo limitado en el extremo occidental de Chemin-des-Dames, que obligó a los alemanes a abandonar sus posiciones restantes en Chemin des Dames y retirarse a través del valle de Ailette. Los británicos permanecieron en la ofensiva durante el resto del año luchando en las batallas de Messines, 3.ª de Ypres y Cambrai.

## Contexto histórico
Después de los costosos combates en Verdún y el Somme en 1916, el general Robert Nivelle reemplazó al mariscal Joseph Joffre como comandante de los ejércitos franceses en el frente occidental en diciembre. Nivelle afirmó que un bombardeo masivo en las líneas alemanas traería la victoria de Francia en 48 horas. La Revolución rusa, la retirada alemana de la línea Hindenburg y la probabilidad de una declaración de guerra por parte de los Estados Unidos hicieron que algunos supuestos del plan fueran obsoletos.
En una reunión el 6 de abril, a pesar de las dudas de otros políticos, los comandantes de los grupos del ejército y los británicos, Alexandre Ribot, el nuevo primer ministro francés apoyó el plan. Nivelle ofreció su renuncia, pero fue rechazada, a pesar de que la autoridad de Nivelle había sido socavada. La preparación de la ofensiva de Nivelle fue una tarea enorme y costosa, que involucró a cerca de 1,2 millones de tropas y 7 000 piezas de artillería en un frente entre Reims y Roye. El esfuerzo principal fue un ataque a las posiciones alemanas a lo largo de la cordillera del Camino de las Damas, en la Segunda Batalla de Aisne y un eventual vínculo con los británicos. El plan había estado en desarrollo desde diciembre de 1916, pero los preparativos estaban plagados de retrasos y filtraciones de información.
Para abril de 1917, los planes eran bien conocidos por el ejército alemán, que hizo extensos preparativos defensivos, al agregar fortificaciones al frente de Aisne y reforzar el 7.º Ejército (general de Infantería Max von Boehn) con divisiones liberadas por la retirada a la línea Hindenburg en la Operación Alberich.

## Preludio

### Preparativos ofensivos franco-británicos
Nivelle dejó a Petain al mando del Groupe d'armées de Centre (GAC) y estableció un nuevo Groupe d'armées de Reserve (GAR, Joseph Micheler) para el ataque a lo largo del Chemin des Dames con el Quinto Ejército (general Olivier Mazel), el Sexto Ejército (general Charles Mangin) y el Décimo Ejército (general Denis Duchêne). Cuarenta y nueve divisiones de infantería y cinco de caballería se concentraron en el frente de Aisne con 5.300 cañones. El terreno en Brimont comenzó a elevarse hacia el oeste hacia Craonne y luego alcanzó una altura de 180 m a lo largo de una meseta que continuó hacia el oeste hasta Fort Malmaison. Los franceses sostenían una cabeza de puente de 20 km de ancho en la orilla norte del Aisne, al sur de Chemin des Dames desde Berry-au-Bac hasta Fort Condé en el camino a Soissons.

### Preparativos de defensa alemanes
El reconocimiento aéreo alemán era posible cerca del frente, aunque las salidas de mayor alcance eran imposibles de proteger debido a la mayor cantidad de aviones aliados. La superioridad cualitativa de los combatientes alemanes permitió a los observadores aéreos alemanes en salidas de corto alcance, detectar los preparativos británicos para un ataque en ambos lados del Scarpe; el alojamiento para 150 000 hombres fue identificado en fotografías de reconocimiento. El 6 de abril, se vio una división acampada cerca de Arras, las columnas de tropas y transporte llenaron las calles, se vio que más ferrocarriles de calibre estrecho y artillería se habían acercado al frente. La actividad aérea británica frente al 6.º Ejército aumentó considerablemente y para el 6 de abril Erich Ludendorff estaba seguro de que un ataque era inminente. A principios de abril, los refuerzos aéreos alemanes habían llegado al frente de Arras, se habían completado las redes telefónicas y se había construido un sistema de comunicaciones común para las fuerzas aéreas y terrestres.
En el frente de Aisne, la inteligencia alemana había advertido que el 15 de abril se había planeado un ataque contra aeródromos y globos de observación alemanes por parte de la Aéronautique Militaire. El Luftstreitkräfte arregló enfrentarse al ataque pero fue cancelado. Se había ordenado el reconocimiento del amanecer para examinar los preparativos franceses y dieron la primera advertencia de ataque el 16 de abril. Los equipos de aviones alemanes de observación de artillería fueron capaces de apuntar los cañones en las características del terreno, áreas y objetivos antes de que comenzara la ofensiva para que las posiciones de los cañones franceses más pesados, las baterías avanzadas y las áreas que no estaban bajo el bombardeo francés pudieran informarse rápidamente junto con la precisión del fuego de retorno alemán. La comunicación terrestre con la artillería alemana se hizo más confiable al pasar líneas telefónicas a lo largo de laderas empinadas y valles profundos que estaban relativamente libres de fuego de artillería francesa; se habían establecido estaciones de control inalámbricas durante el invierno para unir los aviones a las armas.

## Batalla

### San Quintín-Arrás
El Groupe d'armées du Nord en el flanco norte del Groupe d'armées de Reserve (GAR) se había reducido a un ejército con tres cuerpos y comenzó las operaciones francesas con ataques preliminares del Tercer Ejército contra puntos de observación alemanes en San Quintín el 1 –4, 10 y 13 de abril, que tomaron algunas de las defensas alemanas frente a la Siegfriedstellung (Línea Hindenburg) en operaciones preliminares. El ataque principal del 13 de abril progresó muy poco, contra una defensa alemana que se basaba principalmente en disparos de ametralladoras y contraataques locales. El 9 de abril, el Tercer Ejército británico atacó al este de Arras desde Croisilles a Ecurie, contra la cordillera Observation, al norte de la carretera Arras-Cambrai y luego hacia Feuchy y la segunda y tercera líneas alemanas. Al sur de la carretera, el objetivo inicial era Devil's Wood hasta Tilloy-lès-Mofflaines y Bois des Boeufs, con un objetivo final de Monchyriegel (línea de cambio de Monchy) entre Wancourt y Feuchy. El ataque del Tercer Ejército contra las defensas alemanas a ambos lados del río Scarpe penetró 5,5 km, el avance más avanzado alcanzado desde el comienzo de la guerra de trincheras. La mayoría de los objetivos se alcanzaron la noche del 10 de abril, a excepción de la línea entre Wancourt y Feuchy alrededor de Neuville-Vitasse. El pueblo cayó ese día, aunque las guarniciones alemanas en algunas partes de Monchyriegel resistieron durante varios días más. El Tercer Ejército se consolidó y luego avanzó en Monchy-le-Preux.
Al norte, el Primer Ejército atacó desde Ecurie al norte de Scarpe hasta el pico de Vimy. El pico de la cordillera fue capturada aproximadamente a las 13:00 horas en un avance que penetró unos 3,7 km durante el día. Las reservas alemanas se habían mantenido demasiado lejos del frente y no comenzaron a llegar al campo de batalla hasta la noche, cuando solo pudieron reforzar a los sobrevivientes de las defensas del frente en posiciones improvisadas. Los británicos participaron en varios ataques generales y ataques limitados, que tomaron más terreno pero se volvieron cada vez más costosos, contra una defensa alemana que se recuperó de las derrotas del 9 de abril y organizó defensas de pendiente inversa, que eran mucho más fáciles de sostener. Para el 16 de mayo, los británicos habían logrado avances significativos y capturaron 254 armas alemanas, pero no habían podido lograr un gran avance. Se habían utilizado nuevas tácticas, particularmente en la primera fase, y habían demostrado que los asaltos de conjunto contra posiciones elaboradamente fortificadas podían tener éxito.

### Camino de las Damas

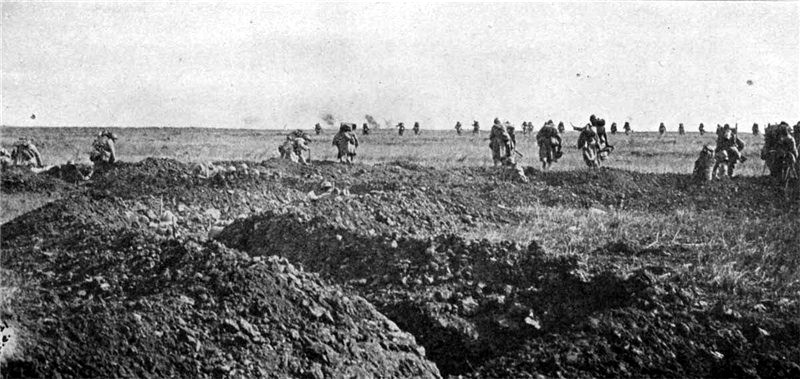
Infantería francesa avanzando en el Camino de las Damas.

El Quinto Ejército atacó el 16 de abril a las 06:00 horas, que amaneció brumoso y nublado. Desde el principio, la artillería alemanes pudieron atacar a la infantería francesa e infligir muchas bajas, aunque el fuego de artillería alemán fue mucho menos destructivo. Se capturó a Courcy en el flanco derecho, pero el avance se detuvo en el canal Aisne-Marne. El canal se cruzó más al norte y Bermericourt fue capturado contra una determinada defensa alemana. Desde Bermericourt hasta Aisne, el ataque francés fue rechazado y, al sur del río, la infantería francesa se vio obligada a regresar a su línea de salida. En la orilla norte del Aisne el ataque francés tuvo más éxito, las divisiones 42.ª y 69.ª alcanzaron la segunda posición alemana entre el Aisne y el Miette, el avance al norte de Berry penetrando 4,0 km.
El ataque contra el flanco derecho del Sexto Ejército francés, que miraba al norte entre Oulches y Missy, tuvo lugar desde Oulches hasta Soupir y tuvo menos éxito que el Quinto Ejército; el II Cuerpo Colonial avanzó durante 0,80 km en los primeros treinta minutos y luego fue detenido. El ataque del XX Cuerpo de Vendresse al Canal Oise-Aisne tuvo más éxito, la 153.ª División en el flanco derecho llegó al Camino de las Damas al sur de Courtecon después de un segundo ataque, logrando un avance de 2,01 km. El VI Cuerpo avanzó hacia el oeste del canal Oise-Aisne con su ala derecha, pero la izquierda se levantó. En el flanco norte que miraba al este cerca de Laffaux, el I Cuerpo Colonial pudo penetrar solo unos pocos cientos de metros en las defensas de la Condé-Riegel (Condé Switch). Al este de Vauxaillon, en el extremo norte del Sexto Ejército, Mont des Singes fue capturado con la ayuda de artillería pesada británica, pero luego se perdió en un contraataque alemán. Las operaciones del Sexto Ejército tomaron cerca de 3 500 prisioneros, pero no se logró ningún avance y en un solo punto se alcanzó la segunda posición alemana.

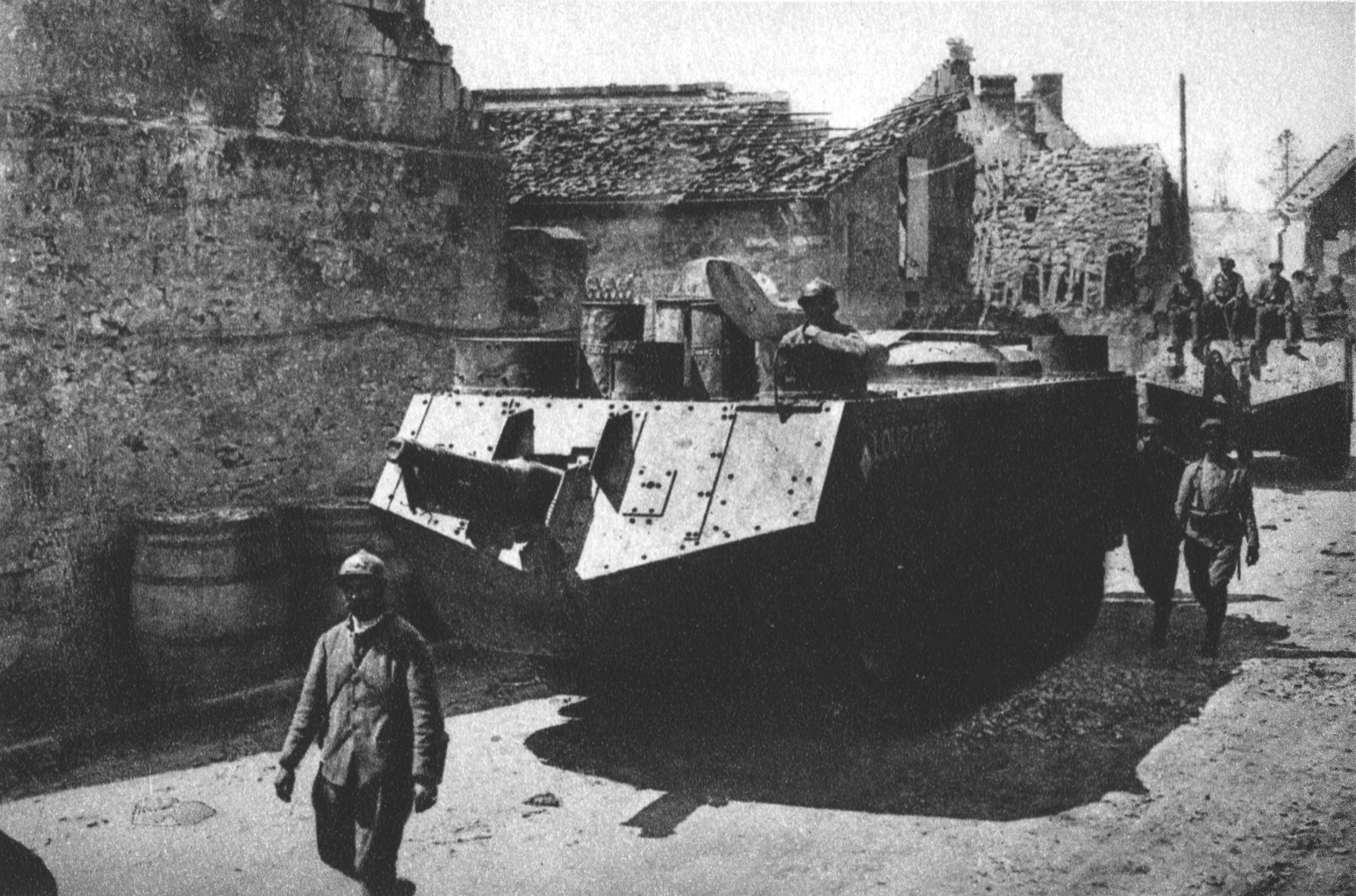
Un tanque francés St.Chamond cerca de Aisne.

El segundo día, Nivelle ordenó al Quinto Ejército atacar hacia el noreste para reforzar el éxito, creyendo que los alemanes tenían la intención de mantener el terreno frente al Sexto Ejército. El Quinto Ejército no pudo avanzar sustancialmente el 17 de abril, pero el Sexto Ejército, que había seguido atacando durante la noche, forzó una retirada alemana del área de Braye – Condé – Laffaux al Siegfriedstellung, que se extendía desde el molino Laffaux hasta el Camino de las Damas y se unieron a las defensas originales en Courtecon. La retirada alemana se llevó a cabo con urgencia y se dejaron muchas armas, junto con "vastas" reservas de municiones. La infantería francesa alcanzó las nuevas posiciones alemanas con un avance de 6,4 km.
Nivelle ordenó que el Décimo Ejército avanzara entre los Ejércitos Quinto y Sexto el 21 de abril y las operaciones locales continuaron en los frentes de los Ejércitos Cuarto y Quinto con poco éxito. Entre el 4 y el 5 de mayo, Brimont debía ser capturado, lo que habría sido de gran valor táctico para los franceses; el ataque fue pospuesto por orden del gobierno francés y luego fue cancelado. El Décimo Ejército capturó la meseta Californie en el Camino de las Damas y el Sexto Ejército capturó el Siegfriedstellung durante 4 km a lo largo del Camino de las Damas y avanzó en el saliente opuesto a Laffaux. A fines del 5 de mayo, el Sexto Ejército había llegado a las afueras de Allemant y tomado cerca de 4 000 prisioneros, para el 10 de mayo, los ejércitos franceses habían tomado 28 500 prisioneros y 187 armas.

### La Champaña
El 17 de abril, el Cuarto Ejército a la izquierda del Grupo de Ejércitos del Centro (GAC, en sus siglas en francés) comenzó el ataque subsidiario en la Champaña desde Aubérive al este de Reims, que se conoció como Batalla de las Colinas, con el VIII, XVII y XII Cuerpo en un frente de 11 km. El ataque comenzó a las 4:45 bajo una lluvia fría, alternando con nieve. La guardia de flanco derecho al este de Suippes fue establecida por la 24.ª División y Aubérive en la orilla este del río y la 34.ª División tomó Mont Cornillet y Mont Blond. Los "Monts" fueron retenidos contra un contraataque alemán el 19 de abril por la 5.ª, 6.ª (divisiones Eingreif) y la 23.ª división y un regimiento entre Nauroy y Moronvilliers. En el lado oeste, la División marroquí fue rechazada a la derecha y capturó Mont sans Nom a la izquierda. Al noreste de la colina, el avance alcanzó una profundidad de 2,4 km y al día siguiente el avance se presionó más allá de Mont Haut y Mont Cornet fue capturado el 5 de mayo. Los ataques del Cuarto Ejército tomaron 3 550 prisioneros y 27 armas. Los ataques alemanes del 27 de mayo tuvieron un éxito temporal antes de que los contraataques franceses recapturaran el terreno alrededor de Mont Haut; la falta de tropas había obligado a los alemanes a realizar ataques poco sistemáticos en lugar de un ataque simultáneo en todo el frente.

## Consecuencias

### Análisis
En 2015, Uffindell escribió que los nombres retrospectivos y las fechas de eventos pueden afectar la forma en que se entiende el pasado. La Segunda Batalla de Aisne comenzó el 16 de abril, pero la duración y el alcance de la batalla se han interpretado de manera diferente. El final de la batalla generalmente se da a mediados de mayo, pero Uffindell lo llamó políticamente conveniente, ya que excluyó la batalla de La Malmaison, en octubre, por lo que es más fácil culpar a Nivelle. Uffindel escribió que la exclusión de La Malmaison fue artificial, ya que el ataque comenzó desde el terreno tomado de abril a mayo. El general Franchet d'Espèrey llamó a La Malmaison "la fase decisiva de la batalla... que comenzó el 16 de abril y terminó el 2 de noviembre...".
La ofensiva avanzó la línea del frente por 6–7 km en el frente del 6.º Ejército, que tomó 5 300 prisioneros y una gran cantidad de equipo. La operación había sido planeada como un golpe decisivo para los alemanes; para el 20 de abril estaba claro que no se había logrado la intención estratégica de la ofensiva. Para el 25 de abril, la mayoría de los combates habían terminado. El 3 de mayo, la 2.ª División francesa se negó a seguir las órdenes de ataque y este motín pronto se extendió por todo el ejército. Hacia el final de la ofensiva, la 2.ª División llegó al campo de batalla borracha y sin armas. Del 16 al 17 de mayo, hubo disturbios en un batallón Chasseur de la 127.ª División y un regimiento de la 18.ª División. Dos días después, un batallón de la 166.ª División organizó una manifestación y el 20 de mayo, el 128.º Regimiento de la 3.ª División y el 66.º Regimiento de la 18.ª División rechazaron órdenes; incidentes individuales de insubordinación ocurrieron en la 17.ª División. Durante los siguientes dos días, se eligieron portavoces en dos regimientos de la 69.ª División para solicitar el fin de la ofensiva. Para el 28 de mayo, se habían producido motines en la 9.ª División, 158.ª División, 5.ª División y 1.ª División de Caballería. A finales de mayo, más unidades de las divisiones 5.ª, 6.ª, 13.ª, 35.ª, 43.ª, 62.ª, 77.ª y 170.ª se amotinaron, las revueltas ocurrieron en 21 divisiones en mayo. Un récord de 27 000 soldados franceses desertaron en 1917; la ofensiva fue suspendida el 9 de mayo.
El ejército, los políticos y el público quedaron atónitos ante la cadena de acontecimientos y el 16 de mayo, Nivelle fue despedido y trasladado al norte de África. Fue reemplazado por el considerablemente más cauteloso Philippe Pétain con Ferdinand Foch como jefe del Estado Mayor; los nuevos comandantes abandonaron la estrategia de batalla decisiva por una de recuperación y defensa, para evitar grandes bajas y restaurar la moral. Pétain tuvo 40-62 amotinados fusilados como ejemplos e introdujo reformas para mejorar el bienestar de las tropas francesas, lo que tuvo un efecto significativo en la restauración de la moral. La táctica francesa de asalto brutal y continuo se ajustaba a las disposiciones defensivas alemanas, ya que gran parte de la nueva construcción había tenido lugar en pendientes inversas. La velocidad del ataque y la profundidad de los objetivos franceses significaron que no había tiempo para establecer puestos de observación de artillería con vistas al valle de Ailette, en las áreas donde la infantería francesa había alcanzado la cresta. Los túneles y las cuevas debajo de la cresta anularon gran parte del efecto destructivo de la artillería francesa, que también se vio obstaculizada por la poca visibilidad y la superioridad aérea alemana, lo que hizo que los aviones de observación de artillería francesa fueran aún menos efectivos. El borde posterior de la zona de batalla alemana a lo largo de la cresta había sido reforzado con postes de ametralladoras; los comandantes de división alemanes optaron por luchar en la línea del frente y se necesitaron pocas divisiones de Eingreif para intervenir en la batalla en los primeros días.

### Bajas

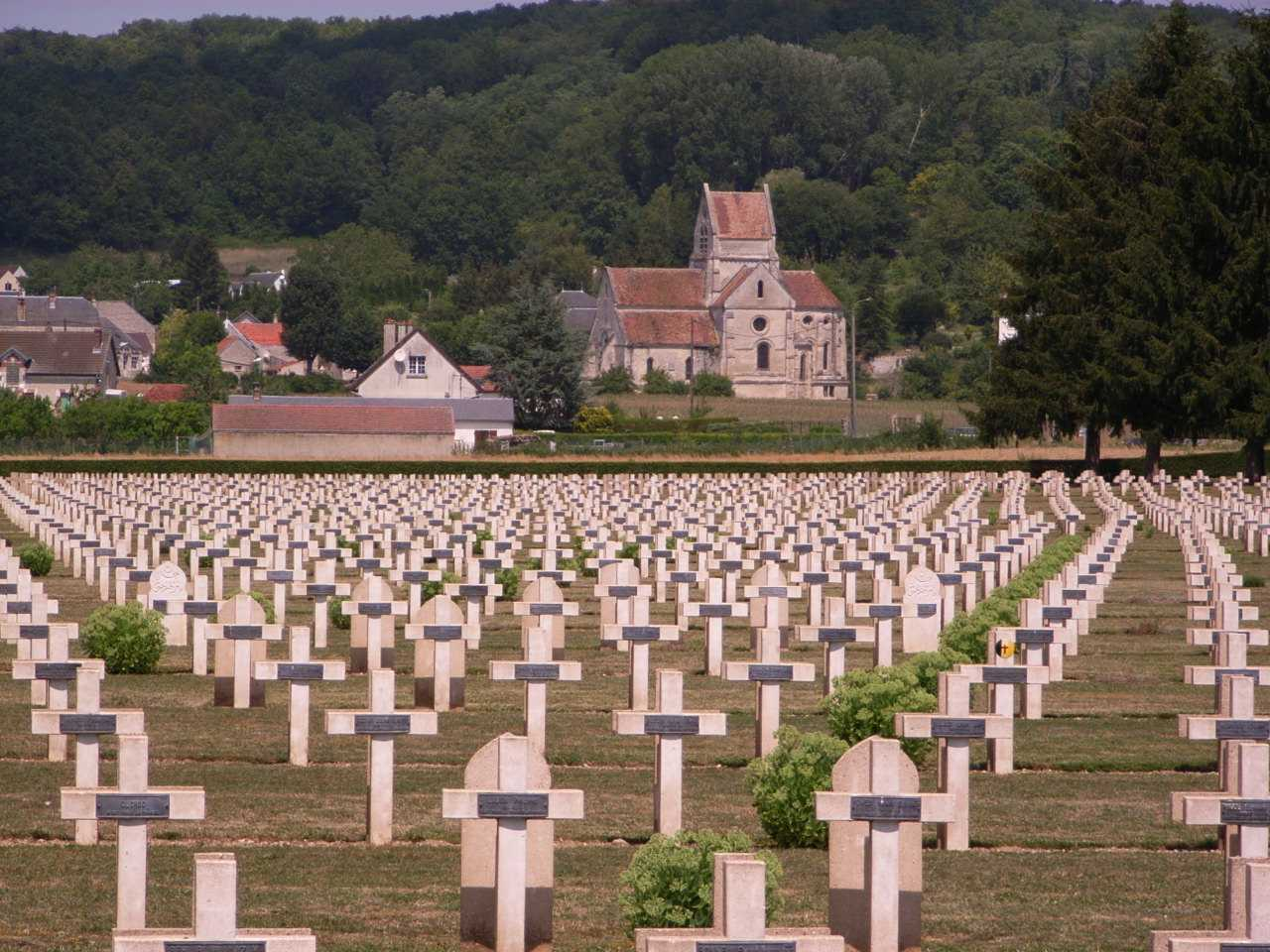
Cementerio Nacional Soupir n. I, cerca del Chemin des Dames.

Grand Quartier Général (GQG), la sede general francesa había estimado cerca de 10 000 víctimas y los  servicios médicos franceses se vieron desbordados cuando comenzó la ofensiva. En 1919, Pierrefeu dio las bajas francesas del 16 al 25 de abril: 118 000, de los cuales 28 000 fueron asesinados, 5 000 murieron por heridas, 80 000 resultaron heridos, 20 000 de los cuales estaban en condiciones de regresar a sus unidades antes del 30 de abril y 5 000 fueron hechos prisioneros. En 1920, Hayes escribió que las bajas británicas fueron 160 000 y las bajas rusas 5 183 hombres. En 1939, Wynne escribió que los franceses perdieron 117 000 bajas, incluidos 32 000 muertos en los primeros días, pero que el efecto sobre la moral militar y civil fue peor que las bajas. En 1962, Nicholson, el historiador oficial canadiense, registró pérdidas alemanas de alrededor de 163 000 y bajas francesas de 187 000 hombres. La mayoría de los nuevos tanques franceses Schneider fueron destruidos por fuego de artillería. En 2005, Doughty citó cifras de 134 000 bajas francesas en el Aisne del 16 al 25 de abril, de las cuales 30 000 hombres fueron asesinados, 100 000 resultaron heridos y 4 000 fueron hechos prisioneros, siendo la tasa de bajas la peor desde noviembre de 1914. Del 16 de abril al 10 de mayo los ejércitos 4.º, 5.º, 6.º y 10.º tomaron 28 500 prisioneros y 187 armas. El avance del 6.º Ejército fue uno de los más grandes realizados por un ejército francés desde que comenzó la guerra de trincheras.

### Operaciones francesas posteriores

#### Batalla de los Observatorios
Después de la sustitución de objetivos limitados por más intentos de avance, un ataque francés del 4 al 5 de mayo por dos regimientos, capturó a Craonne y tomó el borde de la meseta de California, pero no pudo cruzar el río Ailette. Un ataque del 10.º Ejército tomó Vauclair y el I Cuerpo Colonial tomó las ruinas de Laffaux Mill, antes de que las operaciones fueran suspendidas nuevamente el 8 de mayo. Los alemanes comenzaron una contraofensiva desde Vauxaillon en el extremo oeste de Chemin des Dames, hasta la meseta californiana entre Hurtebise y Craonne, más allá del extremo este de Chemin des Dames y contra la colina de Moronvilliers al este de Reims, que duró todo junio. Los ataques alemanes del 30 al 31 de mayo provocaron un contraataque francés el 18 de junio y otro ataque alemán el 21 de junio. El principal esfuerzo alemán se realizó en el centro, con cinco ataques contra la meseta de California del 3 al 6 de junio, seguidos de otro ataque alemán el 17 de junio.
El 25 de junio, un ataque francés de la 164.ª División, apoyado por lanzallamas, capturó el refugio de la Cueva del Dragón de 21 m de profundidad en Hurtebise y posiciones adyacentes, desde el cual rechazaron un contraataque alemán a fines de junio. La captura de la Cueva del Dragón marcó el comienzo de la Batalla de los Observatorios propiamente dicha, que duró todo el verano, ya que ambas partes lucharon por la posesión del terreno elevado en Chemin des Dames. En Vauxaillon, en el extremo oeste de Chemin des Dames, los ataques alemanes tuvieron lugar los días 20, 22 y 23 de junio y los contraataques franceses los días 21 y 24 de junio. El 4 de julio, comenzó un ataque alemán en un frente de 17 km entre Craonne y Cerny, seguido de contraataques franceses los días 7 y 9 de julio; desde el 5 de mayo, los alemanes atacaron setenta veces en ochenta días.

#### Verdún
Los ataques alemanes se llevaron a cabo contra Côte 304 y Mort Homme los días 29 y 30 de junio, comenzando un período de ataque y contraataque que continuó en julio y agosto. Del 20 al 26 de agosto, los franceses llevaron a cabo la 2ème Bataille Offensive de Verdun (Segunda batalla ofensiva de Verdun). Los franceses capturaron Bois d'Avocourt, Mort-Homme, Bois Corbeaux y los túneles Bismarck, Kronprinz y Gallwitz, que habían conectado las líneas frontales alemanas a la parte trasera en Mort-Homme y Côte 304. En la orilla derecha Bois Talou, Champneuville, Côte 344, parte de Bois Fosse, Bois Chaume y Mormont Farm fueron capturados. Al día siguiente, Côte 304, Samogneux y Régnieville cayeron y el 26 de agosto los franceses llegaron a las afueras del sur de Beaumont. Para el 26 de agosto, los franceses habían capturado a 9 500 prisioneros, treinta armas, 100 morteros de trinchera y 242 ametralladoras. Para el 9 de septiembre, los franceses habían capturado a más de 10 000 prisioneros y la lucha continuaba, con contraataques alemanes los días 21, 22, 27 y 28 de agosto, 24 de septiembre y 1 de octubre. Erich Ludendorff escribió que el ejército francés había "superado rápidamente su depresión".

#### Batalla de La Malmaison
La Batalla de La Malmaison (del 23 al 27 de octubre de 1917) condujo a la captura francesa del pueblo y al fuerte de La Malmaison y al control de la cresta Chemin des Dames. Von Boehn eligió defender las posiciones de frente, en lugar de tratarlas como una zona avanzada y dirigir la defensa principal al norte del Canal de l'Oise à l'Aisne. Los bombardeos con gas en tierras bajas cerca del canal se dispersaron muy lentamente y se volvieron tan densos que el transporte de municiones y suministros al frente se hizo imposible. Las divisiones de Eingreif fueron distribuidas en batallones a lo largo de la línea del frente y atrapadas en los bombardeos franceses, donde los refugios de infantería habían sido identificados por reconocimiento aéreo francés y destruidos sistemáticamente.
La hora cero se había establecido para las 05:45, pero se interceptó un mensaje alemán que ordenaba que las guarniciones delanteras estuvieran listas a las 05:30 y la hora cero se adelantó a las 05:15. La lluvia comenzó a caer a las 06:00 y una fuerza de 63 tanques Schneider CA1 y Saint-Chamond, fueron obstaculizados por el lodo y muchos se estancaron. La infantería francesa y 21 tanques alcanzaron la segunda posición alemana según el plan, la 38.ª División capturó Fort de Malmaison y el XXI Cuerpo tomó Allemant y Vaudesson. El 25 de octubre, el pueblo y el bosque de Pinon fueron capturados y se alcanzó la línea del Canal de l'Oise à l'Aisne. En cuatro días, los franceses avanzaron 9,7 km y obligaron a los alemanes a abandonar Chemin des Dames, de regreso a la orilla norte del valle de Ailette, en la noche del 1 al 2 de noviembre. Los franceses tomaron 11 157 prisioneros, 200 armas y 220 morteros pesados por pérdidas de cerca de 10 000 hombres, del 23 al 26 de octubre.

### Operaciones británicas posteriores

#### Messines

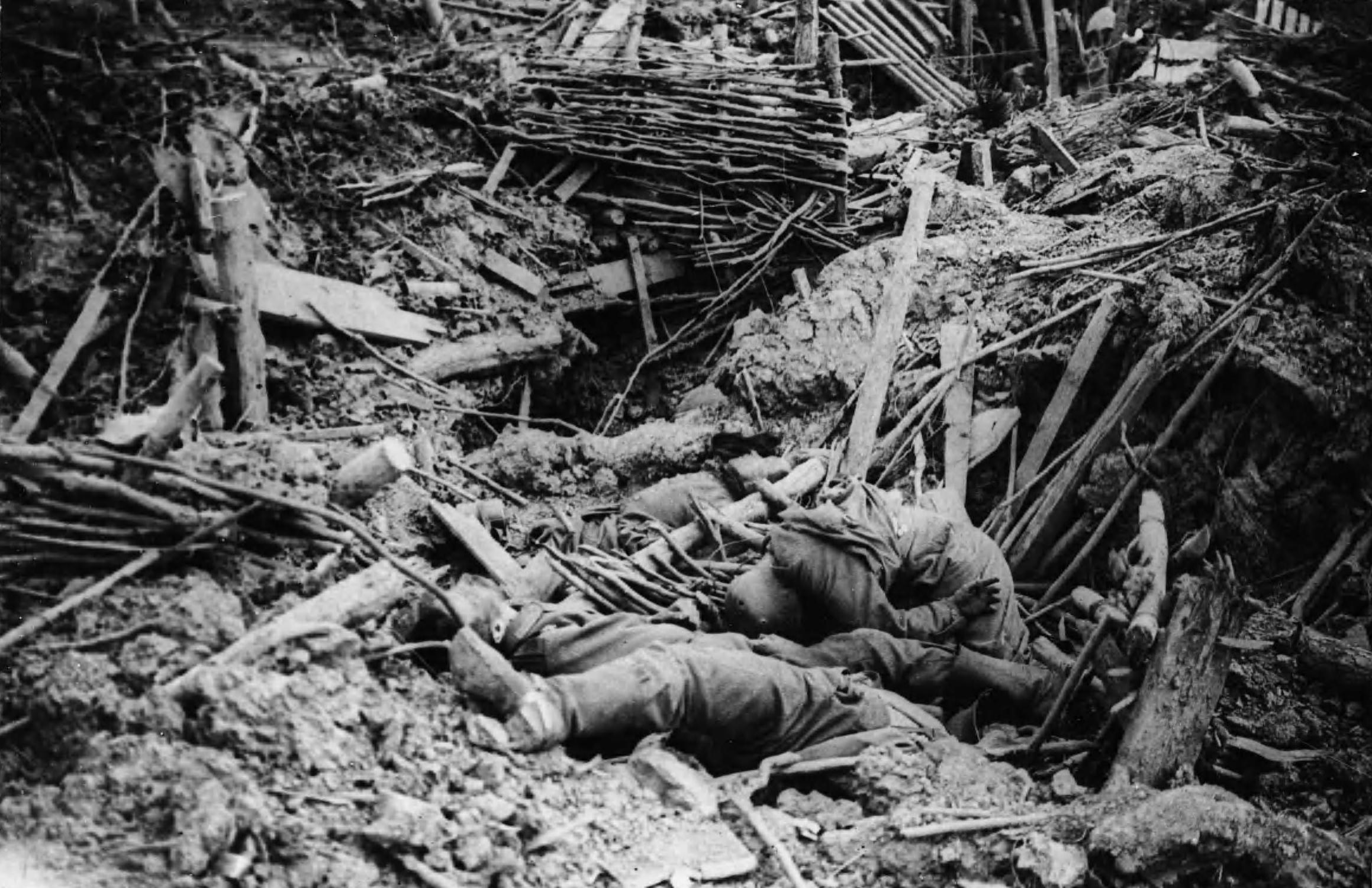
Trinchera alemana destruida por la explosión de una mina.

Desde mediados de 1915, los británicos habían estado cavando minas encubiertas bajo las posiciones alemanas en la cresta. 19 de las minas fueron disparadas el 7 de junio a las 03:10, horario de verano británico. Los objetivos finales se obtuvieron en gran medida antes del anochecer y las pérdidas británicas en la mañana fueron leves, aunque los planificadores esperaban bajas de hasta un 50 por ciento en el ataque inicial. Cuando la infantería avanzó sobre el extremo más alejado de la cresta, la artillería alemana y las ametralladoras en el fondo del valle observaron directamente a los británicos, cuya artillería era menos capaz de proporcionar fuego de cobertura. La lucha continuó en las laderas más bajas del lado este de la cresta hasta el 14 de junio. El ataque preparó el camino para el ataque principal más tarde en el verano, al eliminar a los alemanes del terreno dominante en la cara sur del saliente de Ypres, que habían mantenido durante dos años.

#### Tercera batalla de Ypres
Los británicos llevaron a cabo una serie de ataques en Flandes, comenzando con la Batalla de Pilckem Ridge (31 de julio - 2 de agosto), seguido por Langemarck (16-18 de agosto), Menin Road Ridge (20-25 de septiembre), Polygon Wood (26 de septiembre - 3 de octubre), Broodseinde (4 de octubre) Poelcappelle (9 de octubre) Primera batalla de Passchendaele (12 de octubre) y Segunda batalla de Passchendaele (26 de octubre - 10 de noviembre) por el control de las crestas al sur y al este de la ciudad belga de Ypres (Ieper) en Flandes Occidental. La siguiente etapa de la estrategia aliada fue un avance hacia Torhout-Couckelaere, para cerrar el ferrocarril controlado por Alemania que pasa por Roulers y Thourout. Otras operaciones y un ataque de apoyo británico a lo largo de la costa belga desde Nieuwpoort, combinado con una Operación Silencio y un desembarco anfibio, llegarían a Brujas y luego a la frontera holandesa. La resistencia del 4.º Ejército alemán, el clima inusualmente húmedo, el comienzo del invierno y el desvío de recursos británicos y franceses a Italia, después de la victoria austro-alemana en la batalla de Caporetto (24 de octubre - 19 de noviembre) permitió a los alemanes evitar una retirada general, que les había parecido inevitable en octubre. La campaña terminó en noviembre cuando el Cuerpo canadiense capturó Passchendaele. Las bases submarinas alemanas en la costa se mantuvieron, pero el objetivo de desviar a los alemanes de los franceses más al sur, mientras se recuperaban del fracaso de la ofensiva de Nivelle, tuvo éxito.

## Lecturas relacionadas
Libros
- Berton, P. (1986). Vimy. Toronto: McClelland and Stewart. ISBN 978-0-7710-1339-3.
- Clayton, A. (1991). «Robert Nivelle and the French Spring Offensive, 1917».  En Bond, B., ed. Fallen Stars: Eleven Studies of Twentieth Century Military Disasters. Londres: Brassey's. ISBN 978-0-08-040717-3.
- Evans, M. M. (2004). Battles of World War I. Devizes, Wiltshire: Select Editions. ISBN 978-1-84193-226-2.
- Sheldon, J. (2015). The German Army in the Spring Offensives 1917: Arras, Aisne & Champagne. Barnsley: Pen & Sword Military. ISBN 978-1-78346-345-9.
- Spears, Sir Edward (1939). Prelude to Victory (online edición). Londres: Jonathan Cape. OCLC 459267081. Consultado el 13 de mayo de 2017.

Websites
- «Les Offensives d’avril 1917». chtimiste.com. France. 2003. Archivado desde el original el 24 de febrero de 2011. Consultado el 5 de julio de 2014.